# Напад НОВЈ на Власеницу јуна 1943.
Прва пролетерска и Прва и Друга војвођанска НОУ бригада нападом у ноћи између 25. и 26. јуна 1943. године разбиле и већим делом уништиле посаду Власенице коју су сачињавале две бојне (батаљона) домобранског 15. пешадијске пуковније (пука) и два батаљона усташког 1. здруга (бригаде) (хрв. sdrug) и заузеле Власеницу. Остаци посаде, укупно 679 војника према извештају заповедника пуковније, спасили су се бекством у Дрињачу, већином без оружја. У борби је погинуо политички комесар 6. батаљона 1. пролетерске НОВ бригаде Анте Билобрк, народни херој.

## Припрема напада
У околини Власенице у јуну 1943. налазиле су се Прва и Друга војвођанска НОУ бригада, а након пробоја из немачког обруча у бици на Сутјесци према том делу источне Босне наступале су јединице Прве пролетерске дивизије. Војвођанске бригаде извршиле су покрет ради прихвата и повезивања са Првом пролетерском дивизијом. Штабови су донели одлуку да самостално нападну усташки гарнизон у Власеници. До напада је дошло ноћу 24./25. јуна, али је напад био неповезан и недовољно припремљен, па је завршен неуспехом.
До напада војвођанских бригада у Власеници се, поред 15. домобранског пука, налазио један усташки батаљон (3. батаљон 1. усташке бригаде). Када је почео напад опкољеном гарнизону су упућени у помоћ 21. усташки батаљон из села Дрињаче и 29 усташки батаљон из Сребренице. У Власеницу су одступали и делови 28 усташког батаљона из Хан Пијеска који је заузела 1 пролетерска дивизија 25. јуна. Тако су се у Власеници затекли: 15 пешадијски пук, два усташка батаљона, један домобрански батаљон и око 40 милиционера
Према подацима НДХ
Посада која је бранила Власеницу имала је око 2000 момака (једна бојна усташа, војници 15 пјешачке пуковније и милиција.)
Током 25. јуна штабови Прве пролетерске дивизије и војвођанских бригада успоставиле су везу и сачињен је заједнички план напада на Власеницу. План је изгледао овако: Прва пролетерска нападала је на одсеку Кик — к 662 — Орловача, и то: Први и трећи батаљон на одсеку између р. Сушице и друма Власеница — Хан Пијесак, четврти и шести батаљон и један војвођански батаљон имеђу друма Хан Пијесак — Власеница и друма Милићи — Власеница. 1. и 2. војвођанска бригада нападале су са севера, са тежиштем на правцу село Незировићи — село Друм — црква у Власеници. Обезбеђење од Зворника, у висини Хан Јоховца, вршили су делови војвођанских јединица, док је Трећа крајишка бригада упућена у напад на Сребреницу.

## Ток напада
Напад на Власеницу требало је да почне 26. јуна у 20 часова, међутим, увођење појединих јединица је каснило због задржавања на маршу.
Кључни положај у одбрани Власенице су утврђена узвишења Кик и Орловача. Усташе су на њима, а нарочито на Кику изградиле бункере и ровове и организовале солидну одбрану. Упад у варош без претходног освајања поменутих положаја био је скоро немогућ, јер Власеница лежи у непосредном подножју Орловаче и Кика.
Главне борбе водиле су Прва пролетерска бригада за Кик и за Орловачу. Усташе су се упорно браниле, надајући се да ће одбити напад као и претходне ноћи када су нападале само војвођанске јединице. Око пола ноћи, пошто су јединице успеле да се повежу, извршен је општи јуриш на линију спољне одбране Власенице. Бомбаши Прве пролетерске бригаде су на јуриш заузимали бункер за бункером на Кику, тако да је Бригада у току ноћи овладала Киком и пробила се у град. До зоре су били заузети сви положаји, а одбрана гарнизона сатерана у град и присиљенa на предају. Мањи усташки и домобрански делови су успели да се пробију између војвођанских јединица ка Милићима, а затим у Зворник. Потпуно је разбијен 15. домобрански пешадијски пук познат по својим акцијама у Јањи и околини Јање, где је палио села и убијао мирно становништво, и 3 батаљон 1. усташке бригаде.
У извештају Штаба Трећег домобранског збора од 26. јуна 1943.
... Досада су подузете све мјере да се спаси источна Босна како код заповједника њемачке дивизије Сарајево, тако и код заповједника њемачких чета у Хрватској.
Упркос свега тога, источна Босна са незнатним нашим снагама препуштена је самој себи и једно упориште за другим савладано је, те губимо све оно што је уз велике жртве у прољеће 1942. године било ослобођено ... 